# Charité de saint Martin
La charité de saint Martin est un épisode de la vie de Martin de Tours durant lequel, alors qu'il était légionnaire de l'armée romaine, il aurait partagé son manteau avec un mendiant aux portes d'Ambianorum (Amiens), en Gaule du Nord. Cet événement a inspiré de nombreuses œuvres de l'iconographie chrétienne.

## Légende
Sulpice-Sévère, hagiographe de Martin de Tours alors légionnaire romain, a laissé cette relation de l'événement dans la Vita Sancti Martini : 

« Un jour, au milieu d’un hiver dont les rigueurs extraordinaires avaient fait périr beaucoup de personnes, Martin, n’ayant que ses armes et son manteau de soldat, rencontra à la porte d’Amiens un pauvre presque nu. L’homme de Dieu, voyant ce malheureux implorer vainement la charité des passants qui s’éloignaient sans pitié, comprit que c’était à lui que Dieu l’avait réservé. Mais que faire ? il ne possédait que le manteau dont il était revêtu, car il avait donné tout le reste ; il tire son épée, le coupe en deux, en donne la moitié au pauvre et se revêt du reste. Quelques spectateurs se mirent à rire en voyant ce vêtement informe et mutilé ; d’autres, plus sensés, gémirent profondément de n’avoir rien fait de semblable, lorsqu’ils auraient pu faire davantage, et revêtir ce pauvre sans se dépouiller eux-mêmes. La nuit suivante, Martin s’étant endormi vit Jésus-Christ revêtu de la moitié du manteau dont il avait couvert la nudité du pauvre ; et il entendit une voix qui lui ordonnait de considérer attentivement le Seigneur et de reconnaître le vêtement qu’il lui avait donné. Puis Jésus se tournant vers les anges qui l’entouraient leur dit d’une voix haute : « Martin n’étant encore que catéchumène m’a revêtu de ce manteau. »

## Histoire

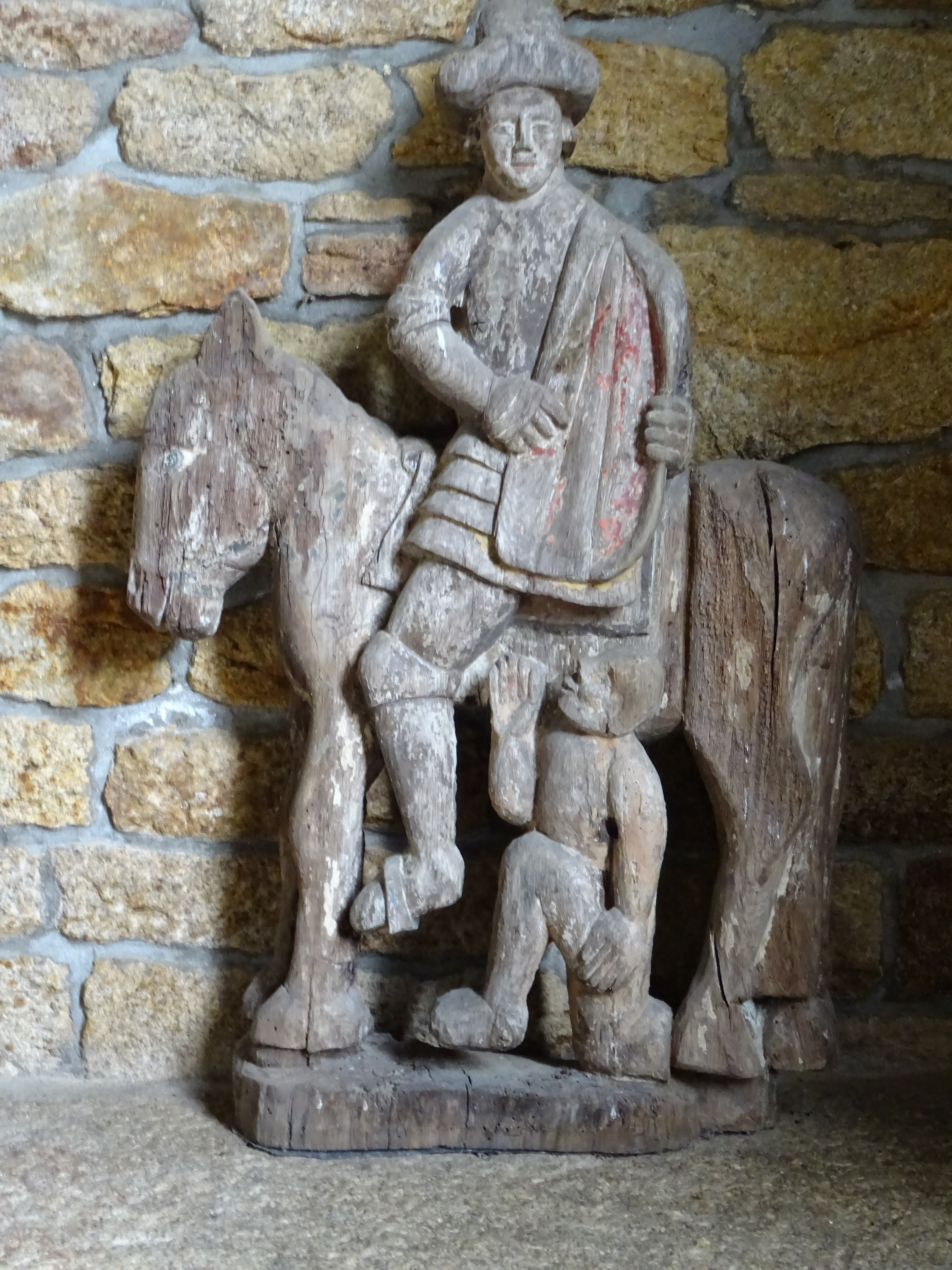
Chapelle Saint-Tugdual de Guiscriff ː Charité de saint Martin (statue en bois polychrome du XVe siècle).

La scène s'est déroulée à Amiens, un soir de l’hiver 334, vraisemblablement : Martin tranche son manteau ou tout du moins offre la doublure de sa pelisse. Le manteau du légionnaire appartenait à l'armée, mais chaque soldat pouvait le doubler à ses frais, par un tissu ou une fourrure.
La relique de la cape de Martin fut par la suite exposée à Tours dans un local qui prit le nom de « chapelle ». Ce nom se répandrait ensuite à travers l'Europe, prenant le sens large qu'on lui connaît actuellement,. Le culte de saint Martin se diffusa dans une grande partie de l'Europe : France, Belgique, Suisse, Allemagne, Autriche, Bohême, Hongrie…, puis en Amérique latine, donnant naissance à de nombreuses créations artistiques.

## Iconographie
La charité de saint Martin a inspiré de très nombreux artistes à toutes les époques et dans tous les domaines des arts plastiques : dessin, peinture, sculpture, vitrail, tapisserie, orfèvrerie, etc. La plupart des représentations peintes ou sculptées représentent Martin de Tours en cavalier de l'armée romaine.

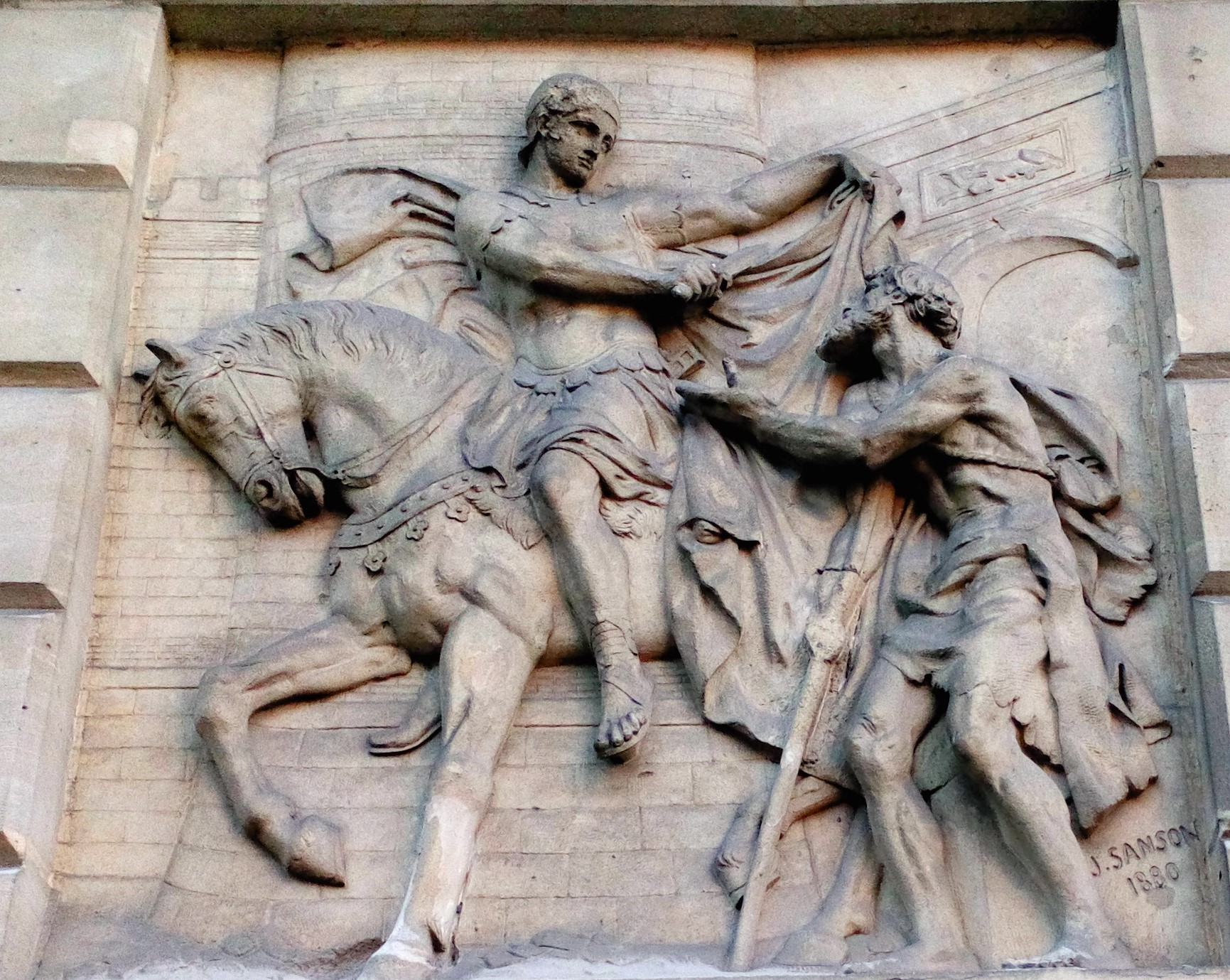
La Charité de saint Martin de Justin-Chrysostome Sanson (XIXe siècle, palais de justice d'Amiens).
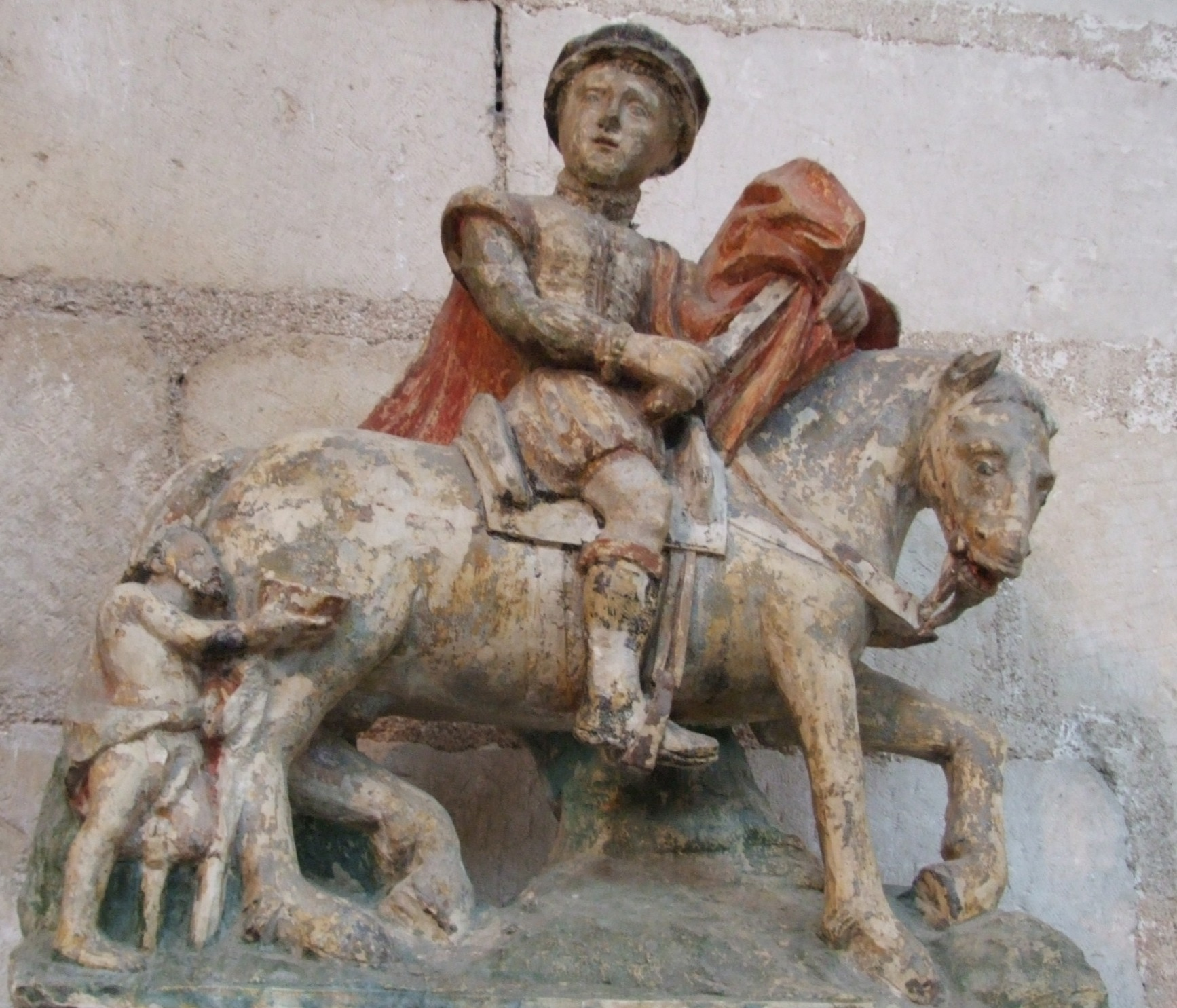
La Charité de saint Martin, en l'abbaye Saint-Germain d'Auxerre (fin XVIe siècle).
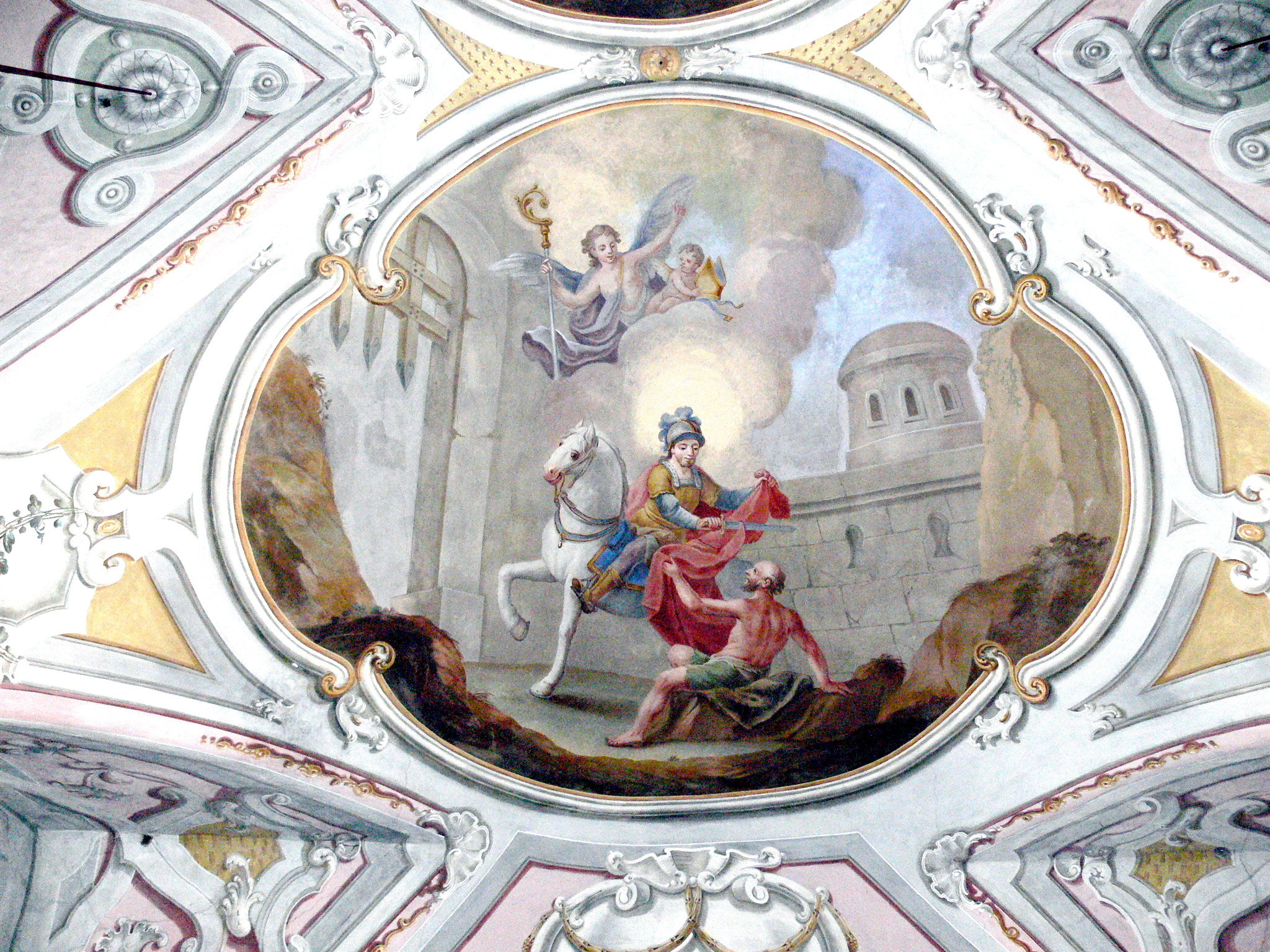
La Charité de saint Martin de Josef Adam Mölk (XVIIIe siècle, église Saint-Martin d'Oberwölz, en Autriche).